# Conor Bradley
Conor Bradley (født 9. juli 2003) er en nordirsk professionel fodboldspiller, der spiller som højreback for Premier League-klubben Liverpool og er anfører for det nordirske landshold.

## Eksterne links
- Profil på Liverpool FC hjemmeside
- Profil på det irske fodboldforbunds hjemmeside
- Conor Bradley på UEFAs hjemmeside